# Zelda II: The Adventure of Link
Zelda II: The Adventure of Link (tdl. Zelda II: La aventura de Link), conocido en Japón como Link no Bouken (リンクの冒険 Rinku no Bōken?) y a veces llamado The Legend of Zelda 2, es un videojuego publicado en 1987 para la Nintendo Entertainment System (Famicom en Japón) y el segundo de la saga de juegos The Legend of Zelda. Fue relanzado para Game Boy Advance en 2004 bajo la colección Classic NES Series y en 2003 para Nintendo Gamecube en el recopilatorio The Legend of Zelda: Collector's Edition.
Alentado por el masivo y generalizado éxito del original The Legend of Zelda, Nintendo optó por un cambio en el sistema de juego radicalmente distinto. Zelda II: The Adventure of Link nació poco después del primer juego, y fijó debates que aún hoy siguen discutiéndose. Zelda II va más allá del estilo RPG que cualquier otro título de la saga, y quizás por eso muchos jugadores se sienten decepcionados con Nintendo por el rumbo que toma la serie.
Esta vez, Link está inmerso en una búsqueda para despertar a la Princesa Zelda, que fue hechizada y ahora duerme para siempre. La única posibilidad que tiene Link de despertarla de su sueño eterno es recuperar la Trifuerza del Valor del Gran Palacio. Para ello debe acabar con la "fuerza atadora" que protege al Gran Palacio colocando seis cristales en otros tantos palacios alrededor del mundo. Este tema de los cristales reaparecería en futuros "Zelda", así como en la serie Final Fantasy. Es un elemento que muchos RPGs de los últimos tiempos parecen compartir.

## Sistema de juego

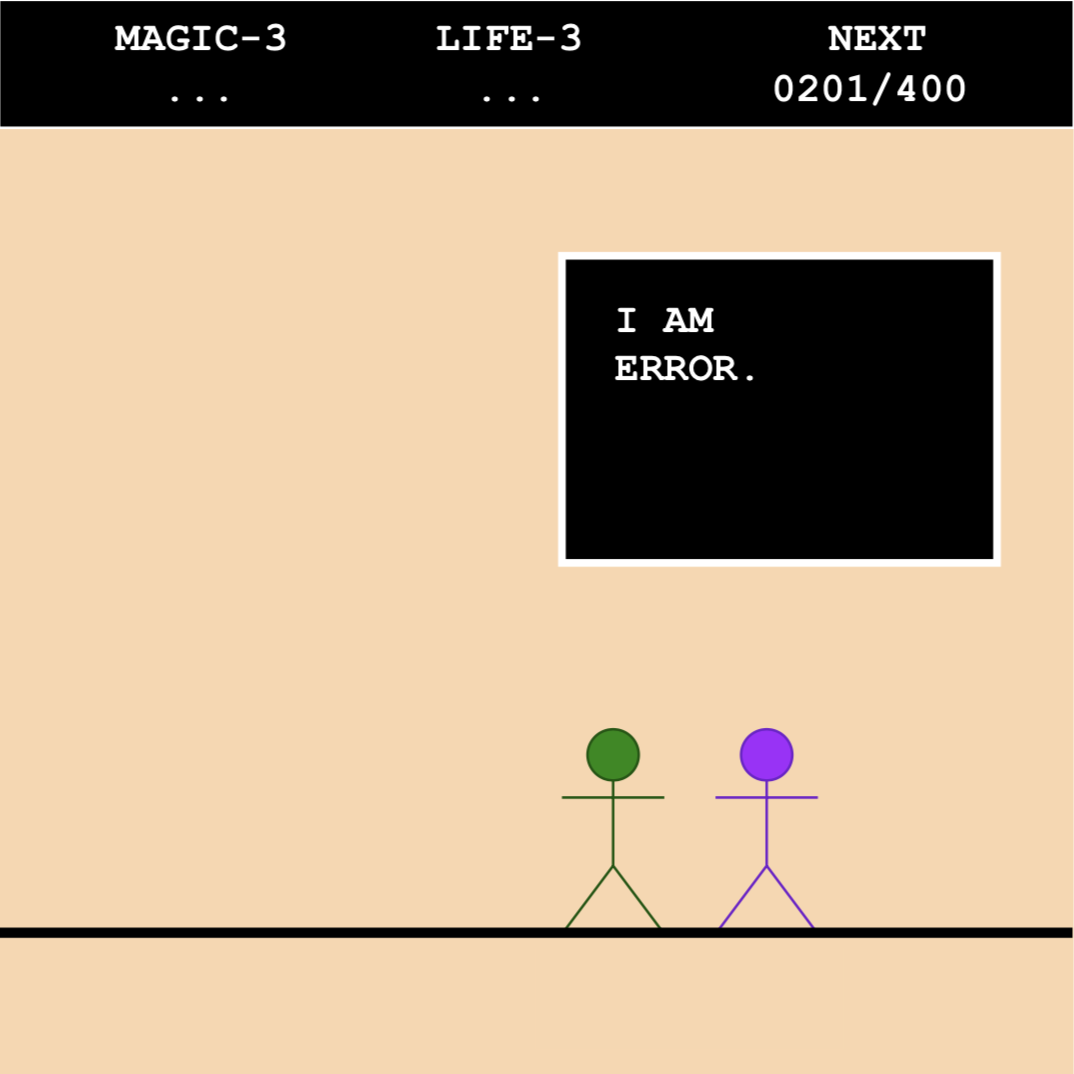
Boceto del interfaz de Zelda II. En este aparece la frase famosa frase "I am Error".

The Legend of Zelda 2 se pareció muy poco al original; en vez de la vista de pájaro del anterior, Zelda II utiliza el movimiento lateral dentro de un gran mapa del mundo. El juego también incorporaba más elementos de rol, incluyendo un sistema de experiencia, habilidades mágicas, y una mayor interacción con los personajes no-jugadores.
Ahora a Link se le concede la habilidad del ganar niveles, otra característica del juego más común de otros videojuegos de rol de acción que de la serie "Zelda". Empieza con el nivel uno de ataque, magia y vida y luchando contra enemigos irá ganando experiencia hasta llegar al nivel ocho. Aumentando el nivel de la Vida disminuirá el daño que Link recibe cada vez que es golpeado; aumentando el nivel de Magia, disminuirá el costo de hacer hechizos; e incrementando el nivel de Ataque, aumentará la fuerza con la que golpeará a los enemigos. Durante su viaje, Link podrá encontrar recipientes de corazones y magia que aumentarán la cantidad del vida/magia que tiene en un momento dado. Aunque los Corazones aparecen en los últimos "Zeldas", Zelda II es el único juego de la saga que permite a Link incrementar niveles.
En juegos como Dragon Quest, los jugadores más pacientes podían incrementar sus niveles luchando contra una gran cantidad de enemigos débiles, para así después atacar con fuerza al personaje jefe. Zelda II te da esta opción también, mientras que otros "Zelda" te obligan a confiar en tus habilidades, puesto que hay unas posibilidades limitadas de aumentar las habilidades de tu personaje.
El segundo Zelda tiene dos modos de ver las cosas. El modo Vista de Pájaro, usado en el anterior Zelda para todas las batallas, laberintos, cementerios, etc, ahora sirve simplemente como medio para ir de un lugar a otro. Siempre que Link llegue a un lugar que puede ser explorado, el juego cambia al segundo modo, el de Vista Lateral. Los Palacios y pueblos se ven todos de esta nueva manera, dando a Link la oportunidad de usar su espada y su magia, ya que en el modo Vista de Pájaro no le está permitido. Asimismo, si Link se desvía del camino de la Vista de Pájaro, vagando por los bosques, desiertos y ciénagas, los símbolos negros de los enemigos le perseguirán a través de la pantalla. Si no se consigue librarse de ellos, entonces comenzará una batalla al azar, y el modo de vista lateral entrará en juego.
A lo largo del camino, Link encontrará Palacios. Después de derrotar al guardián de cada uno y recuperar el objeto especial, Link puede colocar un cristal en la estatua, y el Palacio se convertirá en piedra cuando parta. Objetos como la balsa o la flauta vuelven a aparecer, pero se echan de menos otros. Hubo quien dijo que sin bombas ni bumerán, este juego no era un verdadero "Zelda", aunque otros jugadores debían haberlos recordado que, después de todo, este no era el original.
Zelda II fue el primero de la serie en incluir poblados. Aquí Link puede recargar su vida y su magia, además de preguntar a los habitantes por las últimas noticias. Cada pueblo ofrece a Link una oportunidad de ganar una habilidad mágica o una técnica de espada, si consigue satisfacer un pequeño favor. De esta manera, Link aprenderá magias que le permitirán saltar más alto, transformarse en un hada para colarse por las cerraduras de los palacios, recuperar vida, y otras tantas cosas. Los espadachines le enseñarán ataques ascendentes y descendentes con la espada, vitales para derrotar ciertos enemigos. El rol de estos PNJs en la aventura de Link es un típico elemento de videojuego de rol del que carecía el "Zelda" original; sin embargo, es especialmente reseñable que en The Legend of Zelda: Ocarina of Time de N64 los PNJs sean otra vez vitales para la aventura. Durante largo tiempo los faes pudieron darse cuenta de que ciertos personajes importantes de Ocarina of Time llevaban los nombres de los pueblos de Zelda II: Saria, Mido, Rauru, Nabooru, Darunia y Ruto.

## Historia
Poco después de los hechos de The Legend of Zelda, cerca del cumpleaños número 16 de Link, este se da cuenta de que una extraña señal le ha aparecido en el dorso de su mano izquierda. Busca a Impa, y ella le cuenta la Leyenda de Zelda. Hacía tiempo, el Rey de Hyrule gobernaba la tierra de Hyrule con un hijo y una hija. Cuando el rey murió, la Trifuerza debería haber pasado al Príncipe. Sin embargo, sólo podía heredar la Trifuerza en parte, y así buscó las partes restantes. Cuando oyó que Zelda sabía el lugar en que se hallaban, fue a preguntarle. Ella lo rechazó y el Príncipe envió a su hechicero a interrogarla. Cuando falló en su intento de sonsacar información, se puso furioso y lanzó un hechizo de sueño sobre la Princesa Zelda. El hechicero cayó muerto, pero dejaron al Príncipe con la pena por lo que había causado. Para asegurarse de que este hecho no se olvidaría, el Príncipe ordenó que todas las mujeres de la familia real que nacieran en adelante serían llamadas "Zelda".
Impa contó esto a Link porque habían encontrado un viejo cofre que contenía 6 cristales y un antiguo mensaje que contaba que la devolución de los cristales a los seis palacios del norte de Hyrule, abrirían el camino a la Trifuerza del Valor. Tomando los cristales, Link se puso en camino para devolver los cristales a sus palacios, derrotando a los poderosos guardianes de palacio y aprendiendo hechizos para ayudarse en su búsqueda para deshacer el encantamiento de la durmiente Zelda.

## Recepción y Legado

### Legado
El juego inspiró un meme temprano en internet a principios de los años 2000, gracias a la frase I am Error. Inicialmente se creyó que este error podría haber sido una broma del programador, un error técnico o una mala traducción.

### Ventas
El juego, pese a sus críticas obtuvo buenas ventas, superando los 4 millones de unidades vendidas para la primera mitad de 1987; además, su legado ha sido exitoso y muchos aficionados piensan que el juego contiene o introdujo elementos claves para los siguientes juegos de la saga.

### Críticas
Existe discordia entre las reseñas favorables al momento del lanzamiento del juego y las desfavorables actuales. Algunos sitios como IGN, sin embargo, le han otorgado puntuaciones positivas cuando fue relanzado para la consola virtual (en el caso de IGN, un 8,5).